# 波皮夫卡河 (斯盧奇河支流)
波皮夫卡河（烏克蘭語：Попівка），是烏克蘭西部的河流，屬於斯盧奇河的支流。該河發源自沃洛德米里夫卡以南，流經文尼察州、日托米爾州和赫梅利尼茨基州，河口處在馬哈林齊以北，河道全長27公里，流域面積141平方公里。